# Мун Ин Джин
Мун Ин Джин — президент Движения объединения США и дочь (третья из тринадцати детей) основателя Церкви объединения Мун Сон Мёна. Она родилась в Южной Корее и переехала с семьей в США в 1973 году. Она вышла замуж за Пак Джин Сона в 1984 году и продолжила учёбу в Колумбийском университете и получила степень в Гарвардской школе богословия. В то время она также растила и обучала на дому своих четырёх сыновей и одну дочь.
Она заняла пост исполнительного директора нью-йоркского Манхэттен-центра в апреле 2008 года, и внедрила реструктуризацию. Она была назначена на должность Президента и исполнительного директора Движения Объединения США и с тех пор она работает над модернизацией структуры движения в попытке увеличить членство среди молодёжи, она руководит молодёжной организацией Ловин Лайф Министриз (англ. Lovin’ Life Ministries)
Двое из её детей, Рекстон и Ариана, закончили Гарвардский университет, оба в 2011 году. и выделились как одаренные музыканты.     Они ездят по миру, выступая на концертах и международных соревнованиях. Благодаря своей любви к музыке, Мун Ин Джин основала Молодёжные Концерты за Мир во всем мире и Идеальные Семьи в Японии. Сейчас, на десятилетие организации, они начали собирать средства на стипендии достойным студентам в области науки, спорта и искусства.
В 1980 году Мун выступала в публичных митингах в поддержку её отца, осуждённого в США по делу по уклонению от налогов 